# 希腊正教会圣司提反主教座堂
希腊正教会圣司提反主教座堂（英语：St. Stephen's Greek Orthodox Cathedral）是希腊正教会法国都主教区的主教座堂，位于巴黎十六区的乔治·比才路（Rue Georges-Bizet）7号。于1895年12月22日祝圣。

## 历史

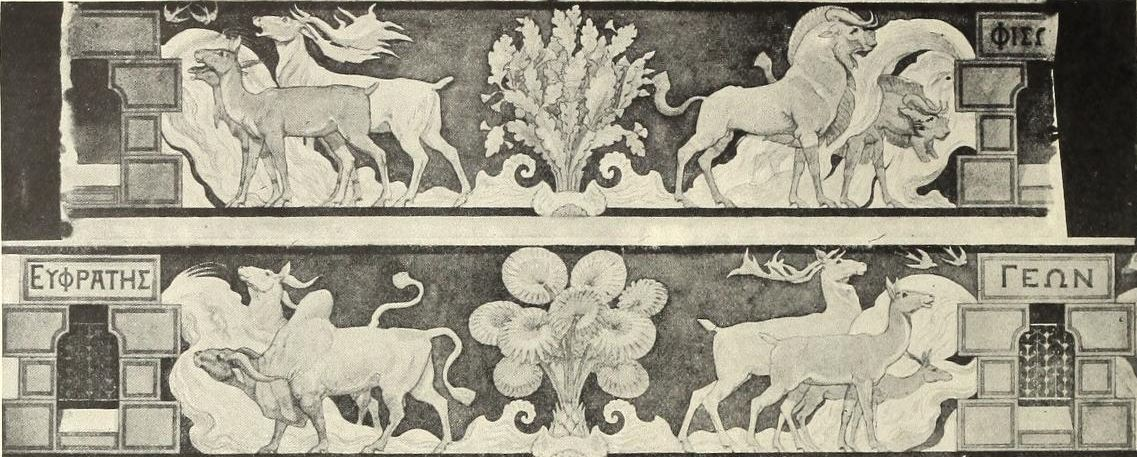
查尔斯·拉迈尔绘制的圆顶内侧饰带的黑白复制品，描绘伊甸园的四条河流

在该堂祝圣以前，至少有过两次尝试，在巴黎建立永久的希腊正教会的礼拜场所。 教堂由希腊银行家德米特里厄斯·斯特凡诺维奇·希利齐（Demetrius Stefanovich Schilizzi）委托建造, 由建筑师埃米尔・沃德默(Émile Vaudremer)设计, 由Guillotin建造。土地的购买价格和建筑成本总计163万法郎。内墙由查尔斯·拉迈尔（Charles Lameire）装饰，大理石圣像由路德维希·蒂尔希（Ludwig Thiersch）完成。Léon Avenet 完成了花窗玻璃。
1936年3月21日，埃莱夫塞里奥斯·韦尼泽洛斯的赦免仪式（absolution）在此举行。1962年10月9日，艾迪特·皮雅芙和年轻的希腊理发师迪奧法尼斯（Theophanis Lamboukas）在此举行婚礼。1977年9月20日，瑪麗亞·卡拉絲的葬礼在此举行。

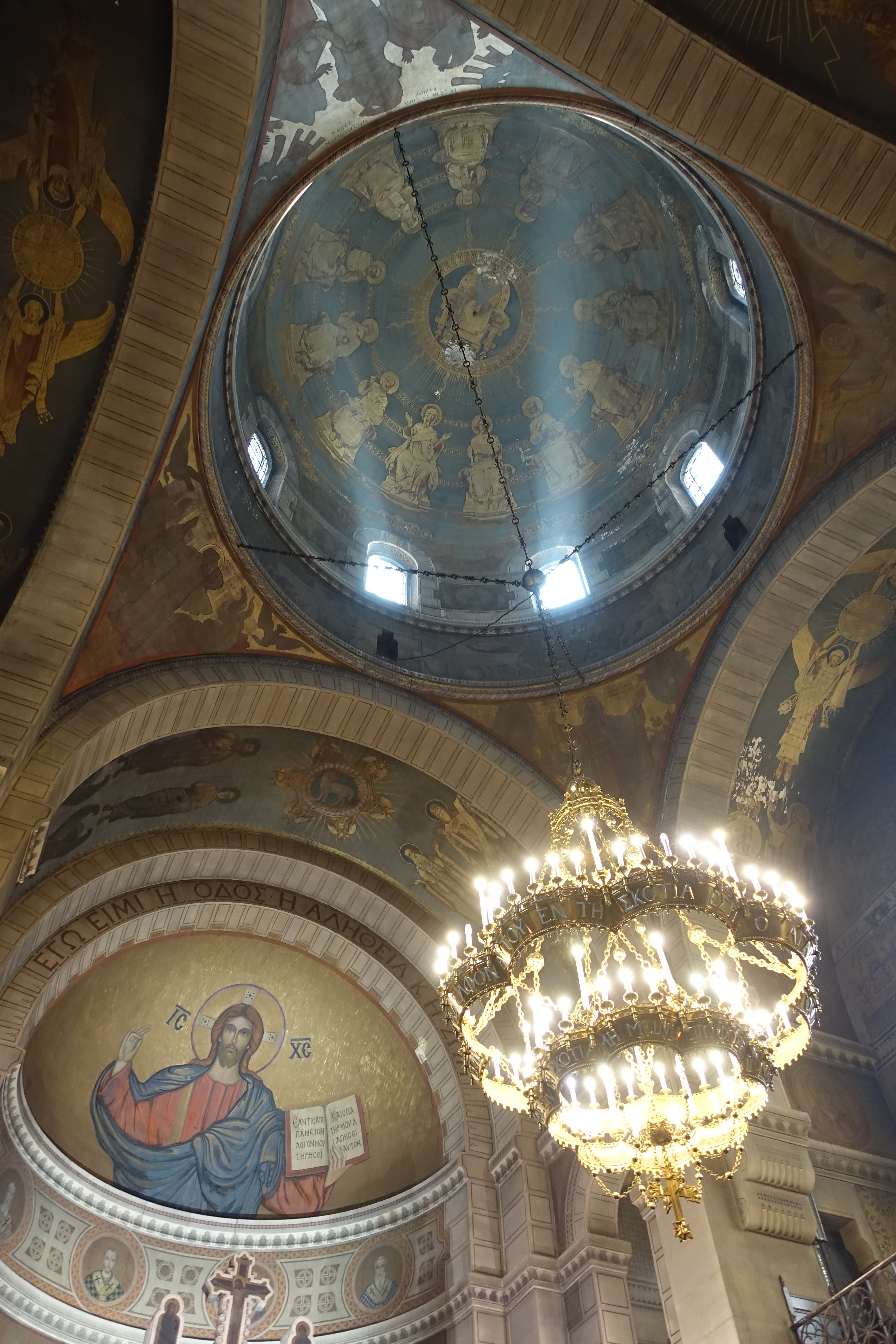
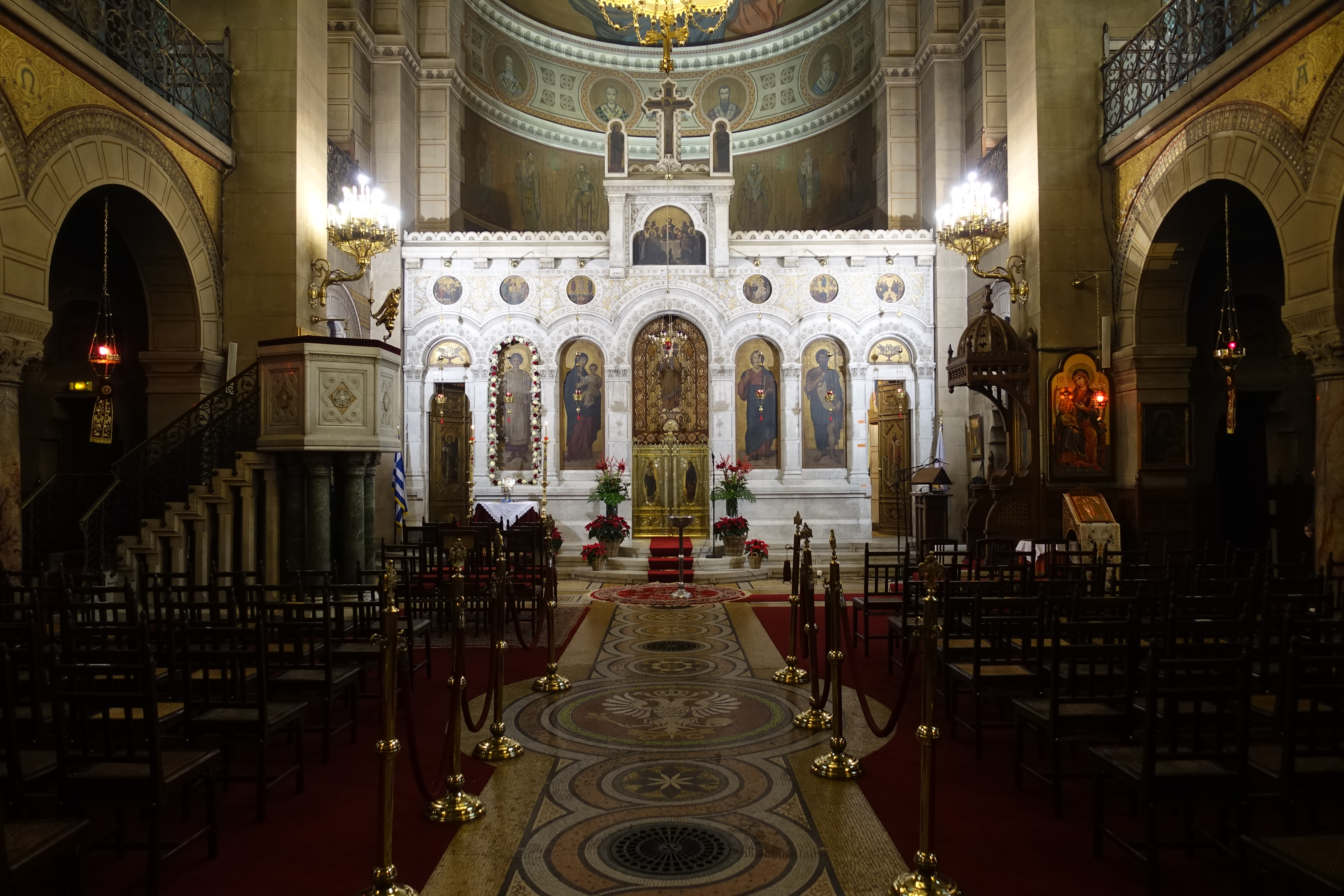
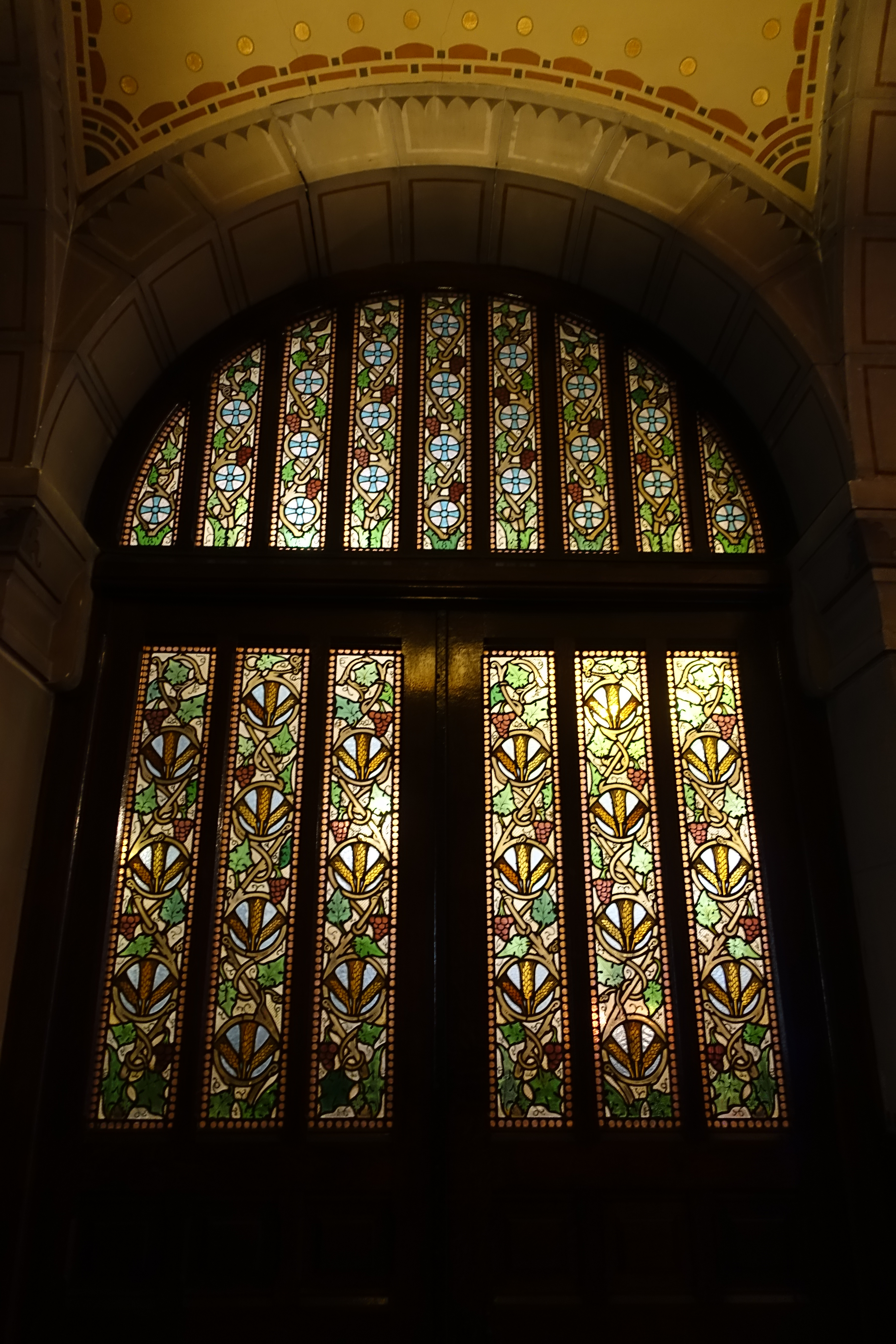